# Haliastur
Genre
Haliastur est un genre d'oiseaux de la famille des Accipitridae.

## Liste d'espèces
D'après la classification de référence (version 14.1, 2024) de l'Union internationale des ornithologues, il y a 4 espèces du genre Elanus (ordre philogénique) :
- Haliastur sphenurus (Vieillot, 1818) – Milan siffleur ;
- Haliastur indus (Boddaert, 1783) – Milan sacré.